# Замуровані у склі
Замуровані у склі (рос. Замурованные в стекле) — радянський художній фільм 1978 року, знятий режисером Олександром Андрієвським на Кіностудії ім. М. Горького.

## Сюжет
Стереоскопічний фільм. За мотивами давньосхідного фольклору. Злий чаклун з Магріба по зірках дізнається про свою долю: йому призначено загинути від руки якогось Хасана, який здобуде чарівного лука стародавнього коваля, вимовить заклинання і, випустивши з лука стрілу, вразить чаклуна. Одному юнакові, Рахіму, така спроба не вдалася, і магрибінець ув'язнив нещасного у скляну посудину, а його наречену перетворив на птаха. На базарній площі дванадцятирічний фокусник забавляє народ своїм мистецтвом. На його очах злі хлопці, спіймавши блакитного птаха, почали його мучити. Маленький фокусник рятує птаха. Несподівано вона сповіщає йому про те, що він зможе перемогти злого чаклуна — виявляється, хлопчика звуть Хасаном. Безстрашний юнак вирушає на пошуки магрибінця. Після багатьох небезпечних пригод він знаходить чарівного лука і знищує чаклуна. Рахім звільняється зі скляного полону, а блакитний птах перетворюється на його наречену — прекрасну дівчину Ель.

## У ролях
- Катерина Корабельник — Гюль
- Етхем Шихлинський — Хасан
- Гліб Стриженов — чаклун
- Олексій Ванін — джин
- Георгій Мілляр — візир
- Барасбі Мулаєв — султан
- Аріф Кулієв — Садик
- Фуад Османов — Касим
- Шакір Оруджев — Овез
- Юрій Чекулаєв — Джафар
- Тимур Курбаналієв — син Джафара
- Віктор Корольов — син Джафара
- Яков Бєлєнький — рибалка
- Вадим Александров — Мурад, тесляр
- Л. Тябус — Ель
- Надія Семенцова — мати Хасана
- Володимир Сергієнко — батько Хасана
- Г. Скоробогатов — Рахім

## Знімальна група
- Режисер — Олександр Андрієвський
- Сценарист — Олександр Андрієвський
- Оператор — Юрій Малиновський
- Композитор — Юліан Грюнберг
- Художник — Арсеній Клопотовський